# Бронхиальная обструкция
Бронхиа́льная обстру́кция — клинический синдром, являющийся одной из форм дыхательной недостаточности, возникающей в результате нарушения проходимости бронхиального дерева, приводящая к неадекватной лёгочной вентиляции и затруднению отхождения слизи из бронхов. Причиной возникновения этого синдрома могут быть разнообразные патологические состояния, такие как аспирация инородными предметами, воздействия токсических веществ, приступ бронхиальной астмы, обструктивный бронхит и другие патологии дыхательных путей. Состояние может развиваться как остро, например, при наличии инородного тела в бронхах, или при приступе бронхиальной астмы, так и медленно прогрессировать, например при хронической обструктивной болезни лёгких.
Этот симптом при внезапном развитии может представлять угрозу жизни больного, приводя к гипоксии и гибели тканей за счёт остро возникшего нарушения лёгочной вентиляции. Требует оказания немедленной помощи, тактика ведения больных во многом определяется причиной, вызвавшей данное патологическое состояние. Так, например, при аспирации инородным предметом необходимо его срочное удаление, а при приступе бронхиальной астмы — ингаляция агонистов бета2-адренергического рецептора.